# (3193) Elliot
(3193) Elliot ist ein Asteroid des Hauptgürtels, der am 20. Februar 1982 vom US-amerikanischen Astronomen Edward L. G. Bowell an der Anderson Mesa Station (IAU-Code 688) des Lowell-Observatoriums in Coconino County entdeckt wurde.
Der Asteroid wurde nach dem US-amerikanischen Astrophysiker James L. Elliot benannt.